# 45737 Benita
Benita (asteróide 45737) é um asteróide da cintura principal, a 3,0292784 UA. Possui uma excentricidade de 0,0518498 e um período orbital de 2 085,88 dias (5,71 anos).
Benita tem uma velocidade orbital média de 16,66332675 km/s e uma inclinação de 10,204º.
Este asteróide foi descoberto em 22 de Abril de 2000 por Bruce Segal.